# 東漸寺 (佐世保市)
東漸寺（とうぜんじ）は、長崎県佐世保市中里町にある真言宗智山派の寺院。山号は岩問山（いわとさん）。本尊は薬師如来。愛宕山の勝軍地蔵菩薩の祭礼を行う本寺。室町〜戦国時代は宗家松浦氏（相神浦松浦氏）の菩提寺だったが、平戸氏に減ぼされたため、江戸時代からは平戸藩祈願寺となった。飯盛神社別当寺。九州八十八箇所第74番札所。

## 歴史
和銅年間（708年 – 715年）行基により開創された岩問山薬師堂を奥の院とし、986年（寛和2年）観海和尚により、現在地に開基されたといわれる。1626年（寛永3年）教意法印により中興され、現在36世。本尊は薬師如来立像で、室町時代の作と伝えられる。山門は平戸藩主松浦熈の寄進によるもの。

## 文化財等
長崎県天然記念物
- 東漸寺の大クス - 山門横に立つ樹齢約500年の楠の木。

佐世保市指定文化財
- 宗家松浦十三代盛公（武辺城主）の墓碑
- 魔鏡 - 江戸時代初期作の青銅鏡。

## 所在地
〒858-0904 長崎県佐世保市中里町250番地
- 松浦鉄道西九州線本山駅より徒歩15分